# エセキエル・バルコ
エセキエル・バルコ（Ezequiel Barco, 1999年3月29日 - ）は、アルゼンチン・ビージャ・ゴベルナドール・ガルベス出身のサッカー選手。FCスパルタク・モスクワ所属。ポジションはミッドフィールダー。

## 経歴

### クラブ
サンタフェ州で生まれ、2015年にCAインデペンディエンテのユースチームに加入した。2016年7月にガブリエル・ミリート監督によってトップチームへ引き上げられ、プロ契約を結んだ。2016年8月28日、CAベルグラーノ戦にヘスス・メンデスと交代で出場しプリメーラ・ディビシオンでデビューした。9月11日、CDゴドイ・クルス・アントニオ・トンバ戦でプロ初得点を記録した。デビューシーズンの2016-17シーズンはリーグ戦30試合に出場した。コパ・スダメリカーナ2017の決勝2ndレグ・CRフラメンゴ戦ではペナルティキックで得点を記録した。
2018年1月19日、アトランタ・ユナイテッドFCに移籍した。移籍金は1500万ドル。1500万ドルの移籍金は2013年にトロントFCがASローマからマイケル・ブラッドリーを獲得した際の1000万ドルを上回り、MLS史上最高額となった。
2024年7月25日、FCスパルタク・モスクワに移籍した。

### 代表
U-20アルゼンチン代表として2017年の南米ユース選手権に出場した。南米ユース選手権ではチーム最年少ながら背番号10を着用した。2017年のFIFA U-20ワールドカップにはクラブが召集を拒否したため出場しなかった。

## 個人成績
2017-10-29現在
| クラブ                 | シーズン   | リーグ                   | リーグ | リーグ | カップ戦 | カップ戦 | 国際大会 | 国際大会 | 合計 | 合計 |
| クラブ                 | シーズン   | ディビジョン             | 出場   | 得点   | 出場     | 得点     | 出場     | 得点     | 出場 | 得点 |
| ---------------------- | ---------- | ------------------------ | ------ | ------ | -------- | -------- | -------- | -------- | ---- | ---- |
| CAインデペンディエンテ | 2016–17    | プリメーラ・ディビシオン | 30     | 4      | 2        | 0        | 4        | 0        | 36   | 4    |
| CAインデペンディエンテ | 2017–18    | プリメーラ・ディビシオン | 8      | 1      | 1        | 0        | 12       | 3        | 21   | 4    |
| CAインデペンディエンテ | クラブ通算 | クラブ通算               | 38     | 5      | 3        | 0        | 16       | 3        | 57   | 8    |
| 通算                   | 通算       | 通算                     | 38     | 5      | 3        | 0        | 16       | 3        | 57   | 8    |

## タイトル

### クラブ
CAインデペンディエンテ
- コパ・スダメリカーナ : 2017